# Kunstbende (Nederland)
Kunstbende is een Nederlandse netwerkorganisatie die jong, creatief talent ontdekt, ontwikkelt en exposeert. De kern van de organisatie is een landelijke talentenwedstrijd voor jongeren van 13 tot en met 19 jaar. Winnaars van Kunstbende worden begeleid om hun talent verder te ontwikkelen en kunnen hun vaardigheden tonen op een groot podium. Elk jaar stond er een thema centraal, maar vanaf 2016 is dit komen te vervallen om de creativiteit te stimuleren. Deelnemers zijn dus helemaal vrij om te maken wat ze willen.

## Geschiedenis
Eind jaren tachtig werden de resultaten van een onderzoek naar de cultuurparticipatie van jongeren gepubliceerd onder de titel Kunst, daar ga je toch niet heen?.  Conclusie van het onderzoek was dat er een grote kloof was tussen het gevestigde aanbod en de vraag van jongeren naar kunst en cultuur. 

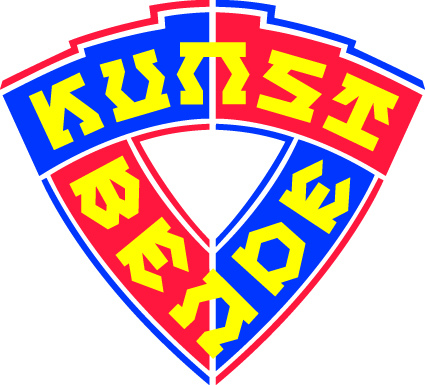
Logo van 1991 tot 2005

Het toenmalige Nederlandse ministerie van Welzijn, Volksgezondheid en Cultuur heeft toen samen met onder andere Candy Dulfer, Erik van der Hoff en André van der Louw op 1 januari 1991 Kunstbende opgericht.
Naast de Nederlandse Kunstbende is er een gelijknamige organisatie opgezet in België (Kunstbende), op Aruba en Curaçao. Vergelijkbare wedstrijden vinden plaats in andere Europese landen, zoals Zweden, Noorwegen en Wales. Tussen deze organisaties vindt samenwerking en uitwisseling plaats, zodat winnaars ook op internationaal gebied begeleid kunnen worden.

## Landelijke talentenwedstrijd voor jongeren

### Categorieën
Kunstbende draait om acht categorieën: Dans, DJ, Expo, Fashion, Film, Muziek, Taal en Theater.
- Dans: Bij de categorie dans zijn alle dansvormen en stijlen toegestaan: modern, jazz, klassiek, breakdance, jive, streetdance, tango, buikdans, disco, salsa, poppin’ & lockin’ enz. Het maakt niet uit zolang het maar beweegt en de act zelf bedacht is.
- DJ: Alle stijlen zijn toegestaan als het maar zelf gemixt is. Alle genres zijn welkom: urban (hiphop, soul, funk, funky Jazz, breaks, scratch), groovy (latinhouse, funky grooves, eclectic), house (house, techhouse, progressive, trance, goa) hardstyle en techno (techno, electro, minimal).
- Expo: Denk hierbij aan foto’s, schilderijen, tekeningen, collages, beelden, bouwwerken, sieraden, strips etc. Alle materialen zijn toegestaan; papier, stof, hout, ijzer, klei, karton, plastic, papier-maché, steen, verf. Je kunt schilderen, tekenen plakken, knippen, lassen, vouwen, bedrukken of een combinatie hiervan.
- Fashion: Fashion staat voor alles wat met mode te maken heeft. Denk aan zelfgemaakte kleding, tassen, accessoires, sieraden, gepimpte schoenen, petten, hoeden en nog veel meer.
- Film: Denk aan een korte film, documentaire, fictie, animatiefilm, videoclips, filmpjes die met je mobiel zijn opgenomen of een combinatie van hiervoor genoemde opties.
- Muziek: Alle stijlen zijn toegestaan als het maar zelf bedacht en gemaakt is.
- Taal: Denk bijvoorbeeld aan een gedicht, een verhaal, spoken word of een songtekst.
- Theater: Een cabaretact, een toneelstuk, een stand-up-comedyshow, een circusact, een jongleeract, acrobatiek, een mimevoorstelling of een musical waarin wordt verteld en verbeeld.
- Influencer: bijvoorbeeld een vlog

### Voorrondes

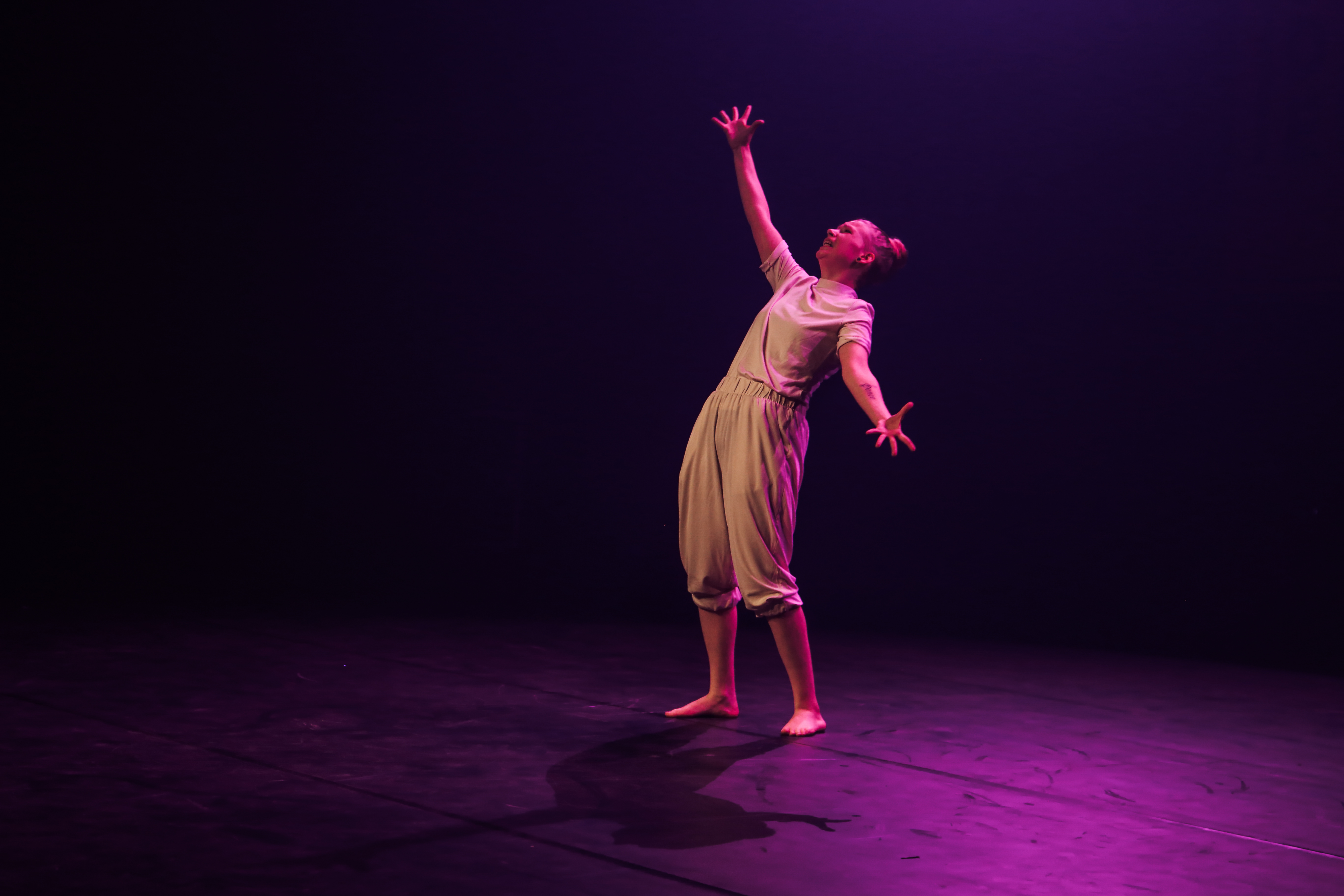
Een deelneemster aan de voorronde in Drenthe (2017)

De voorrondes van Kunstbende worden gehouden in 12 regio's en de stad Amsterdam: Amsterdam, Drenthe, Flevoland, Friesland, Gelderland, Groningen, Limburg, Noord-Brabant, Noord-Holland, Overijssel, Utrecht, Zeeland en Zuid-Holland. In elke regio wordt per categorie een top drie samengesteld. In de aanloop naar de voorronde worden de deelnemers klaargestoomd door middel van coachingsdagen en workshops. De winnaars van deze voorrondes mogen door naar de landelijke finale.

### Finale
Na de voorrondes in de regio's vindt de finale plaats. Daar wordt gekeken wie de beste van Nederland is in zijn of haar categorie. De winnaar krijgt prijzen die gericht zijn op de ontwikkeling van zijn of haar talent, om diegene zo klaar te stomen voor het grote publiek. De prijzen betreffen onder andere coaching van expert in het vakgebied. De winnaar mag tevens optreden op een mainstage die relevant is voor zijn of haar categorie.

### Eerdere winnaars
Enkele eerdere winnaars van Kunstbende die inmiddels landelijke bekendheid genieten, zijn: Trijntje Oosterhuis, Room Eleven, Claudia de Breij, Abdelkader Benali, Sanne Vogel, Egbert-Jan Weeber, Martin Garrix en Duncan Laurence.

## Mainstages
Andere podia, waarin Kunstbende participeert en zo nu en dan manifesteert zijn:
- Dans: CaDance Festival
- DJ: Mysteryland
- Expo: Stedelijk Museum Amsterdam
- Fashion: Amsterdam International Fashion Week
- Film: International Film Festival Rotterdam
- Muziek: Indian Summer Festival
- Taal: Wintertuinfestival
- Theater: Oerol